# Joseph Nzau
Joseph Nzau (* 14. April 1952) ist ein ehemaliger kenianischer Langstreckenläufer, der sich auf Marathonläufe spezialisiert hatte.

## Leben
1982 wurde Nzau beim Chicago-Marathon hinter dem US-Amerikaner Greg Meyer Zweiter. Im folgenden Jahr siegte er beim Falmouth Road Race und gewann den Chicago-Marathon in persönlicher Bestleistung von 2:09:45 Stunden. Bei den Olympischen Spielen 1984 in Los Angeles wurde er im Marathon Siebter und belegte im 10.000-Meter-Lauf den 14. Platz. 1990 gewann er den Belgrad-Marathon.
Joseph Nzau ist 1,73 m groß und wog zu seiner aktiven Zeit 64 kg. Von 1977 bis 1982 besuchte er die University of Wyoming.